# ساشا ميشيتش
ساشا ميشيتش هو لاعب كرة قدم صربي في مركز حراسة المرمى، ولد في 24 أغسطس 1987 في فاليفو في صربيا. لعب مع نادي زيمون.

## وصلات خارجية
- ساشا ميشيتش على موقع قاعدة بيانات كرة القدم.إي يو (الإنجليزية)
- ساشا ميشيتش على موقع Soccerway.com (الإنجليزية)
- ساشا ميشيتش على موقع عالم كرة القدم.نت (الإنجليزية)